# Johann Cermak

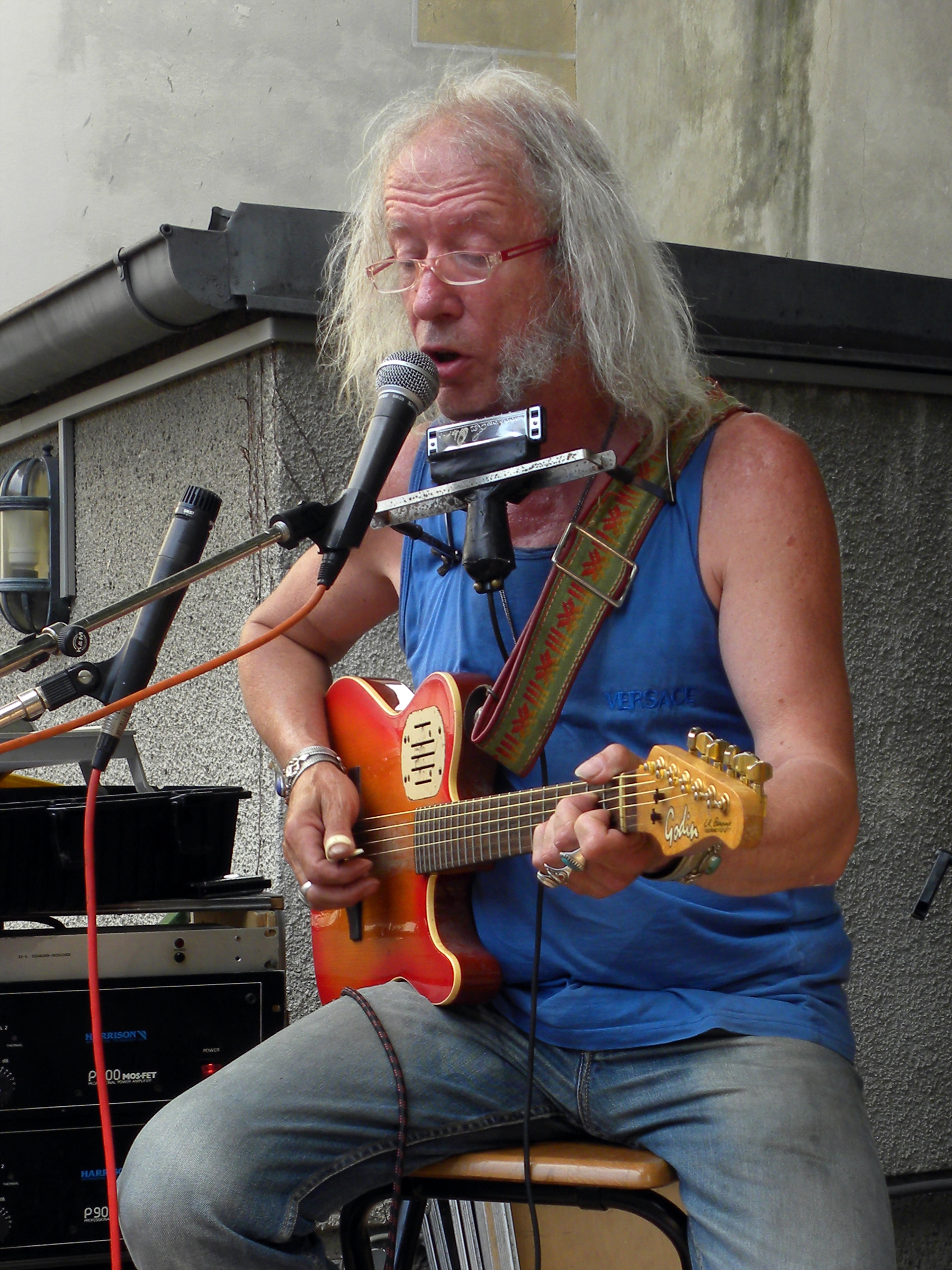
„Zappa“ Johann Cermak beim Nußdorfer Grätzlfest 2012

Johann „Zappa“ Cermak (* 7. Juli 1949 in Heidenreichstein) ist ein österreichischer Bluesmusiker, Komponist und Bandleader.

## Leben und Wirken
Zappa wuchs im Waldviertel nahe dem Eisernen Vorhang an der tschechischen Grenze auf. Von früher Jugend an war der angehende Förster ein Musikfanatiker. Eines seiner damaligen Vorbilder war Frank Zappa, nach dem er wegen seiner Ähnlichkeit bald den Künstlernamen „Zappa“ erhielt, der ihn sein Leben lang begleiten sollte.
Nach Mitwirkungen in mehreren Bands gründete er 1975 die Band Bluespumpm, bei der er bis heute als Frontman für Gesang, Blues Harp und Gitarre verantwortlich ist. Seine markante Stimme hat ihm die ehrende Bezeichnung „Österreichischer Tom Waits“ eingebracht.
Bei einer Vielzahl von Konzerten und auf Schallplatten und CDs interpretiert er seither eigene und gecoverte Nummern solo, mit der Bluespumpm oder anderen Partnern wie Rudi Biber, Peter Ratzenbeck, Donovan, Mick Taylor, Harri Stojka, Doris Windhager oder den Wild Irish Lasses (Nadja Milfait und Judith Pechoc). 2008 heiratete er in zweiter Ehe die Folkmusikerin Judith Pechoc, Frontlady der letztgenannten Band. Seither treten sie häufig gemeinsam auf.
2016 vertonte er gemeinsam mit Judith Pechoc Texte von Gerhard Blaboll. Das gelungene Experiment mit deutschsprachigem Blues „I will afach mit wem reden“ ist seither fixer Bestandteil seiner Konzerte; Titel wie „Dora“, „Die Nacht war a Wahnsinn“ oder „I wär a Wurschtel ohne di“ werden vom Publikum mitgesungen wie Klassiker „Ring of Fire“, „Whiskey in the Jar“ oder „Down by the Riverside“.

## Diskografie
- 1979 Bluespumpm – Bluespumpm; Sperker Records
- 1981 Village – Bluespumpm; Sperker Records
- 1982 Live with Friends – Bluespumpm; Sperker Records
- 1987 5 – 10 Years Jubilee – Bluespumpm
- 1988 Live at Utopia – Bluespumpm
- 1990 Birthday – Bluespumpm
- 1993 Living Loving Riding – Bluespumpm
- 1995 20 Years Party Album – Bluespumpm; Edel Musica Records
- 2002 Live The Wolfpack Tapes – Bluespumpm; Edel Musica Records
- 2006 Dirty Thirty, open hearts – Bluespumpm and Friends; Wolf Records
- 2008 Folk Meets Blues – Zappa & The Wild Irish Lasses; Edel Musica Records
- 2016 Blind Man Blues – Zappa & The Wild Irish Lasses; Wolf Records
- 2017 I will afach mit wem reden – deutschsprachiger Blues mit Judith Pechoc, Rudi Biber, Gerhard Blaboll; Wolf Records